# 苻丕
秦哀平帝苻丕（4世紀—386年），字永叔（或作永敘），略陽臨渭（今甘肅秦安）氐族人。前秦皇帝，宣昭帝苻堅的庶長子，淝水之戰後與後燕君主慕容垂一度相持於鄴城。並在苻堅死後繼承帝位，繼續與後秦、西燕及後燕勢力對抗。最終在進攻洛陽時遭晉軍所殺，死後獲諡為哀平皇帝。

## 生平

### 早年生活
苻丕少時聰慧好學，博通經史。苻堅曾經與他談將略，嘉許了他並命鄧羌教他兵法。苻丕的文武才幹不及叔父苻融，不過他當將領時善於籠絡士卒之心。永興元年（357年）苻堅稱天王時受封為長樂公。

### 委以重任
建元四年（368年），苻堅在攻滅叛亂的雍州刺史苻武後，以苻丕為雍州刺史。建元六年（370年）因取消雍州而離任，但次年苻丕就因雍州復置而任使持節、征東大將軍、雍州刺史。後遷征南大將軍，都督征討諸軍事，守尚書令。建元十四年（378年）二月，奉命與苟萇等進攻東晉襄陽。當時前秦軍很快就攻下了襄陽外城，守將朱序只得固守內城，苻丕於是打算急攻內城。然而最終卻聽從了苟萇長期圍困，待其自降的策略，雖然及得慕容垂攻陷南陽郡後與苻丕會合，秦軍仍只一直圍困襄陽；而當時的荊州刺史桓沖以及在次年受命領兵救援襄陽的劉波皆因畏懼秦軍而未敢前進，都沒有起到實質作用。不過，朱序仍一直堅持到年末，前秦御史中丞李柔因而彈劾苻丕等人圍攻襄陽近一年仍未能攻陷，耗費日深而無收效。苻堅亦下詔苻丕要以攻取襄陽贖罪，並命人賜劍苻丕，明言若果不能在下一年春天攻下襄陽就要苻丕以劍自殺。苻丕得詔後惶恐，並下令各軍加緊進攻，終於在次年二月攻下襄陽。
建元十六年（380年），苻堅為加強管理關東領土，於是決定分十五萬戶關中氐族人並分配給宗親重臣，在他們帶領下分駐各重鎮，如同古代諸侯。苻丕則為都督關東諸軍事、征東大將軍、冀州牧，派遣他到鄴鎮守。

### 與燕爭戰
苻堅在建元十九年（383年）的淝水之戰大敗給晉軍後返率敗軍回長安，並在洛陽答允讓冠軍將軍慕容垂出撫河北地區。慕容垂到鄴城西南的安陽時修書苻丕，而苻丕知慕容垂北來就已思疑他圖謀作亂，但仍親身迎接，又聽從侍郎姜讓的諫言，放棄襲殺慕容垂的計劃。不久，在新安的丁零人翟斌起兵叛變，苻堅命慕容垂討伐。苻丕當時自覺慕容垂長在鄴城令自己終日都提防他，於是想趁此機會將慕容垂調離鄴城，更希望翟斌和慕容垂打得兩敗俱傷，令自己能從容控制他們，於是給了慕容垂兩千弱兵以及差劣的兵器，並以苻飛龍領一千氐族騎兵作為其副手，作提防監視之用。不久慕容垂請求拜謁前燕在鄴城宗廟遭苻丕拒絕，微服而入亦被亭吏阻止，令其殺掉亭吏，燒亭而去；慕容垂出發後又因知道苻丕想用苻飛龍除掉自己，所以就借機殺了苻飛龍，並開始招集兵士，更密召留鄴的慕容農、慕容楷等出城起兵響應自己。
建元二十年（384年）春，苻丕大宴賓客卻請不來慕容農等，調查三天才知他們已在列人起兵了，而慕容垂及後亦自稱燕王，率兵進攻鄴城。苻丕派了重將石越討伐慕容農等但石越卻兵敗被殺，石越之死更令當地人心騷動。隨著前燕舊臣想相繼響應慕容垂並到鄴城會同慕容垂進攻，慕容垂更寫信給苻丕及苻堅，向其陳述利害，想苻堅放棄鄴城，送苻丕回長安，但遭二人憤怒地拒絕，並回信嚴厲指責慕容垂叛秦。二月，慕容垂就開始進攻鄴城，直至八月仍未能攻下鄴城，但城內糧草已盡，要以松木餵飼戰馬。苻丕向張蚝及并州刺史王騰請兵不得，亦不想向東晉求援；此時謝玄率兵北伐，苻丕派兵抵抗但失敗，終令苻丕屈服，寫信給謝玄說：「我想向你求糧，以西赴國難，當我與援軍相接時就會交鄴城給你。若果不能西進而長安失陷，請你領兵助我保護鄴城。」不過姜讓、最早請苻丕南附東晉的司馬楊膺以及擔任使者的焦逵皆認為苻丕至此仍不肯放下身段，認定事必無成，反而自己修改苻丕的信，改成願意在晉軍來後向東晉歸降，更決定若苻丕屆時不肯就想辦法逼他就範。而當時慕容垂亦派兵圍困鄴城，只留西走長安的路，仍願苻丕自願棄城；而謝玄亦答應出兵救鄴，不但派劉牢之等領二萬兵作援，亦運二千斛米以解城中糧荒。
就在次年（385年）劉牢之北行至枋頭時，楊膺等人改寫苻丕書信並想逼苻丕就範的事被揭發，苻丕於是殺害他們，而因焦逵亦向謝玄等提及此事，令劉牢之聞訊後盤桓不進。此時慕容垂亦因鄴城久久未下而想先取冀州，於是調了慕容農到鄴城。及後因應劉牢之進攻黎陽，苻丕趁慕容垂出兵，留慕容農守鄴圍的機會試圖突圍但失敗，慕容垂亦在擊退劉牢之後回軍鄴城。四月，劉牢之在鄴擊敗慕容垂，終解了鄴城之圍，令慕容垂北走。雖然劉牢之追擊燕軍失敗還須苻丕救援，但苻丕最終都能夠率眾到枋頭獲得晉軍糧食，解決部眾缺糧問題。然而苻丕並非真心與晉合作，亦不曾想放棄鄴城，於是在重返鄴城時就與晉將檀玄發生了戰鬥，終由苻丕取勝並重奪鄴城。

### 晉陽稱帝
燕、秦兩軍至此時已經相持一整年了，弄得幽、冀地區發生饑荒，人食人且城池都蕭條；而且當時長安亦受到西燕軍隊的攻擊，苻丕於是在當地收兵並要西赴長安。幽州刺史王永因為抵抗不了燕軍進攻而率兵退至壺關，並派使者招請苻丕，苻丕於是率鄴城中六萬多人西赴潞川，並獲張蚝和王騰迎至晉陽。苻丕到了晉陽才知苻堅已經被姚萇所殺，於是發喪並於晉陽南即位為帝，改年號為太安。
在王永等人的協助下，關中及隴右的前秦遺眾都相繼起兵響應苻丕，以對抗慕容氏及姚氏的勢力。太安二年（386年），苻丕留戍晉陽及壺關，自率四萬兵進屯平陽。西燕君主慕容永見此擔憂抵抗不了秦軍，於是請求苻丕讓他取道東歸河北會合慕容垂。但苻丕拒絕並命左丞相王永、俱石子等進攻慕容永。西燕軍於是在襄陵與王永所率的秦軍發生戰鬥，王永及俱石子皆兵敗被殺，杨皇后被俘。苻丕更怕他一直猜忌的苻纂趁他新敗而對其不利，於是率數千南奔東垣，更圖進攻當時受東晉控制的洛陽。晉將馮該就從陝城出兵邀擊苻丕，最終苻丕被殺，除了苻纂等率數萬兵出走杏城外，苻丕統下的官員皆為西燕所得。苻丕死後，族子苻登繼位，諡苻丕為哀平皇帝。

## 大臣
- 张蚝为侍中、司空，封上党郡公
- 王永为使持节、侍中、都督中外诸军事、车骑大将军、尚书令，进封清河公
- 王腾为散骑常侍、中军大将军、司隶校尉、阳平郡公
- 苻冲为左光禄大夫、尚书左仆射、西平王
- 俱石子为卫将军、濮阳公
- 杨辅为尚书右仆射、济阳公
- 王亮为护军将军、彭城公
- 强益耳、梁畅为侍中，封县公
- 徐义为吏部尚书，封县公

## 家庭

### 皇后
- 皇后楊氏，楊膺妹，苻丕死後為慕容永所納，立為上夫人，但楊氏反抗並以劍謀殺慕容永，失敗被殺。

### 兒子
- 太子苻寧，苻丕敗死時為晉軍俘獲，獲赦免並送往早前投歸東晉的苻宏所在的江州(今江西九江)。
- 長樂王苻壽，苻丕敗死時為晉軍俘獲，獲赦免並送往早前投歸東晉的苻宏所在的江州(今江西九江)。
- 平原王苻鏘
- 勃海王苻懿，苻丕死後到苻登所駐的南安，苻登以其為皇太弟，兩年後去世，諡為獻哀。
- 濟北王苻昶，苻丕死後到苻登所駐的南安。

## 延伸阅读
[在维基数据编辑]
 《晉書/卷115》，出自房玄齡《晉書》